# Vuontisjärvi (sjö i Enontekis, Lappland, Finland, lat 68,79 long 21,94)
Vuontisjärvi och Ylimmäinen Vuontisjärvi, eller Vuontisjärvet är sjöar i Finland. De ligger i kommunen Enontekis i landskapet Lappland, i den norra delen av landet, 1 000 km norr om huvudstaden Helsingfors. Vuontisjärvi ligger 500,3 meter över havet. Omgivningarna runt Vuontisjärvi är i huvudsak ett öppet busklandskap. Arean är 1,25 kvadratkilometer och strandlinjen är 15,53 kilometer lång. Sjön  ingår i Torne älvs huvudavrinningsområde. 